# Castilleja tenella
Castilleja tenella là loài thực vật có hoa thuộc họ Cỏ chổi. Loài này được Rebrist. mô tả khoa học đầu tiên năm 1964.